# フルーツポンチ

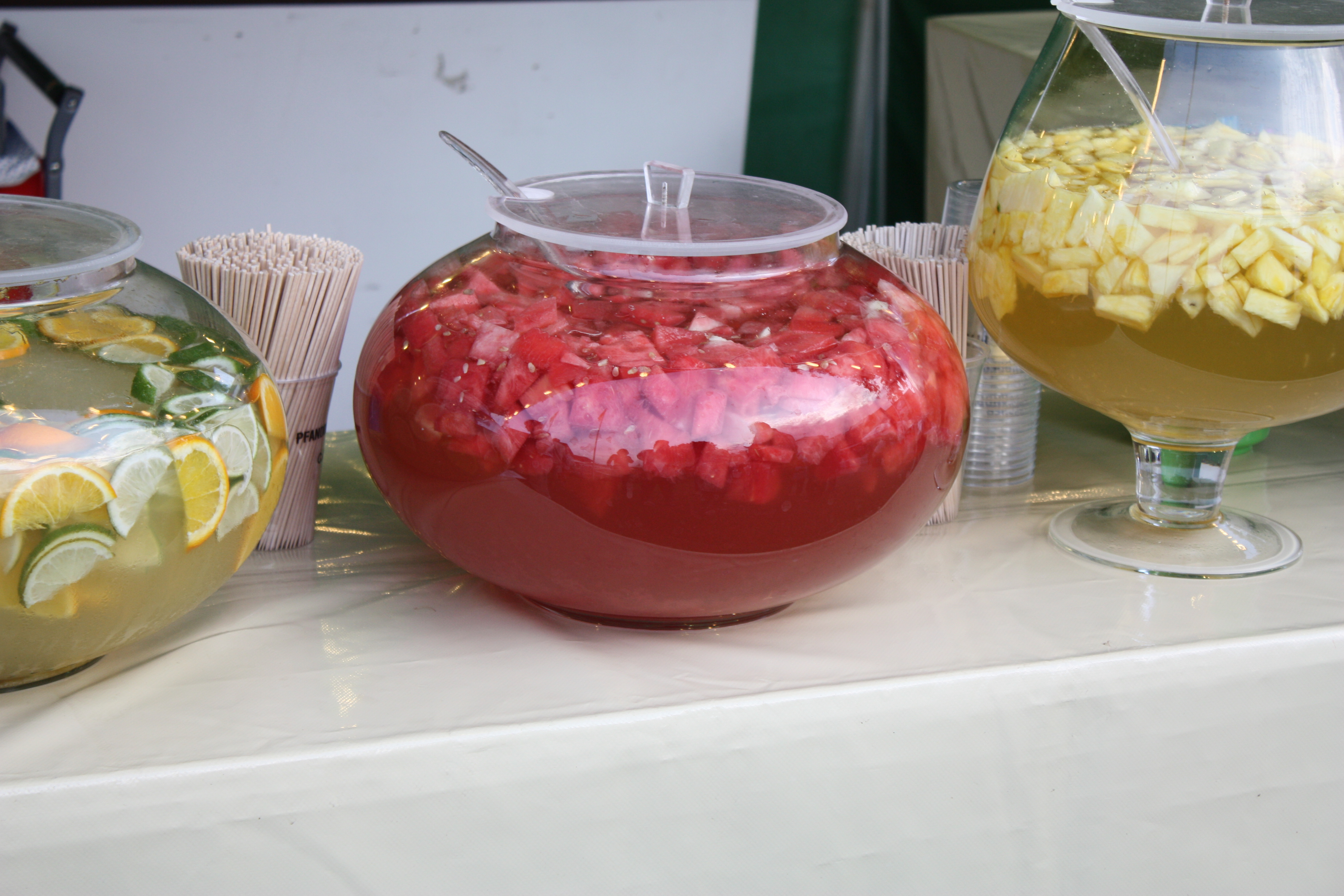
いろいろなパンチ

フルーツポンチ、フルーツパンチ（英: fruit punch）は、果汁等を混ぜたアルコール飲料「パンチ」（ポンチ酒、ポンチ）に、切った果物（フルーツ）を入れた飲み物・デザート。現在ではアルコールを含まないものや炭酸を含むものもある。

## 概要

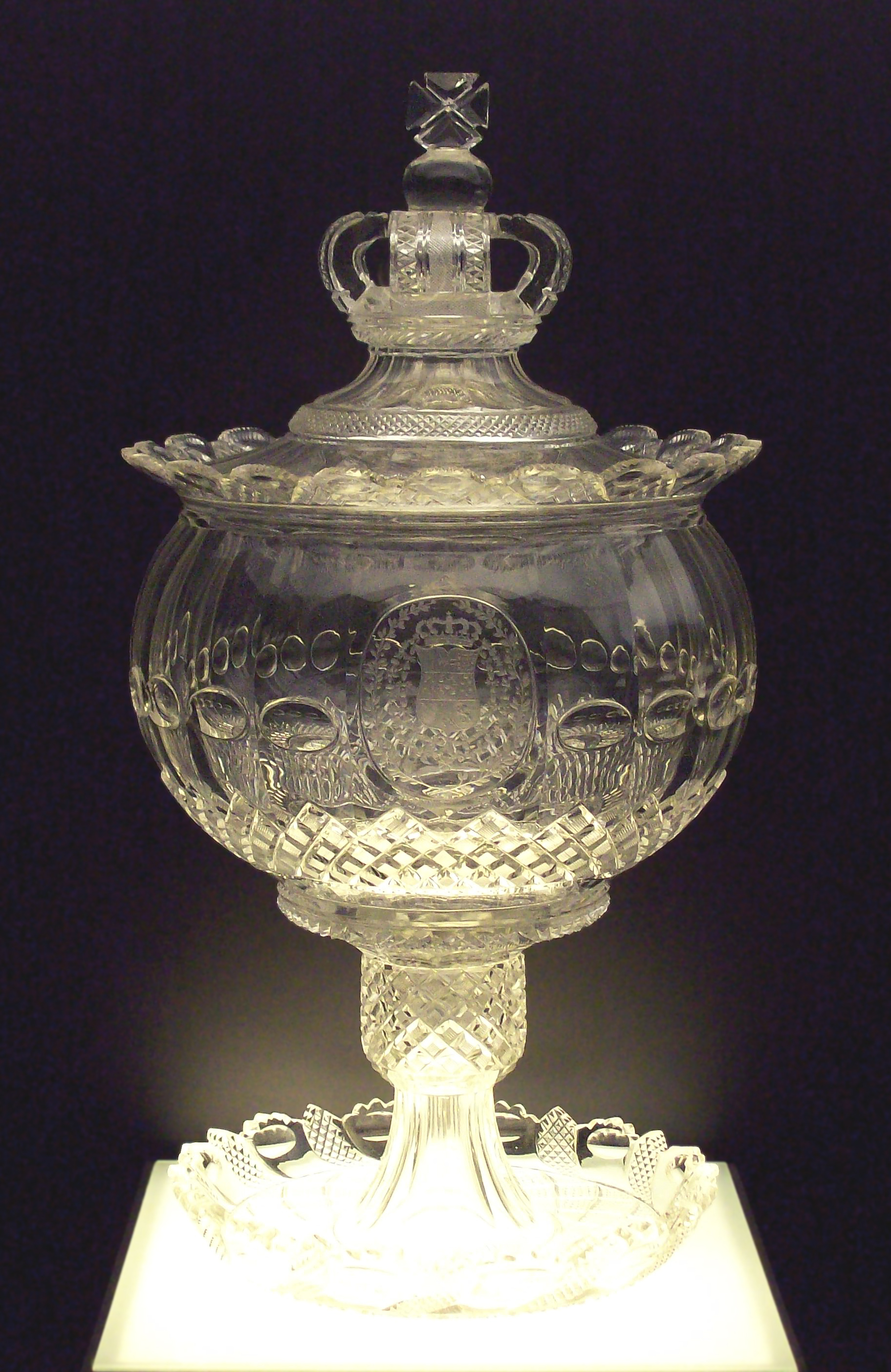
スペイン王家のバカラ製のパンチボウル

パンチは酒・砂糖・果汁・水・スパイスの他、シロップや炭酸飲料を入れるのが一般的であるが、酒を使わない場合もあり、子供の学校給食やパーティー等で供される。パンチボウルに入れて供すことも多いが、アメリカ合衆国等では、缶入り・びん入りの清涼飲料水として「ハワイアン・パンチ」「トロピカル・パンチ」などの名称のアルコールの入らない飲料製品が、多くのブランドから市販されている。
また、パンチには小さめに切った果物を入れる場合が多く、このようなフルーツを入れたパンチを特にフルーツポンチ（フルーツパンチ）と言う（ただし、英語等では、果物が入っていても単に「パンチ」と言う場合が多い）。フルーツポンチに入れる果物の種類は問わないが、柑橘類、リンゴ、桃、チェリー、キウイフルーツ、パイナップル、レッドパパイアなどがよく使われる。生の果物ではなく、シロップ・ワインなどで煮込んだコンポートや缶詰の果物（シロップ漬け）を用いる場合もあり、果物以外に寒天やゼリー、みつ豆、白玉、ナタ・デ・ココ、杏仁豆腐等を加える場合もある。また、汁を少なくし、主に果物を食べて楽しむデザートとして供されるものもある。

## 歴史

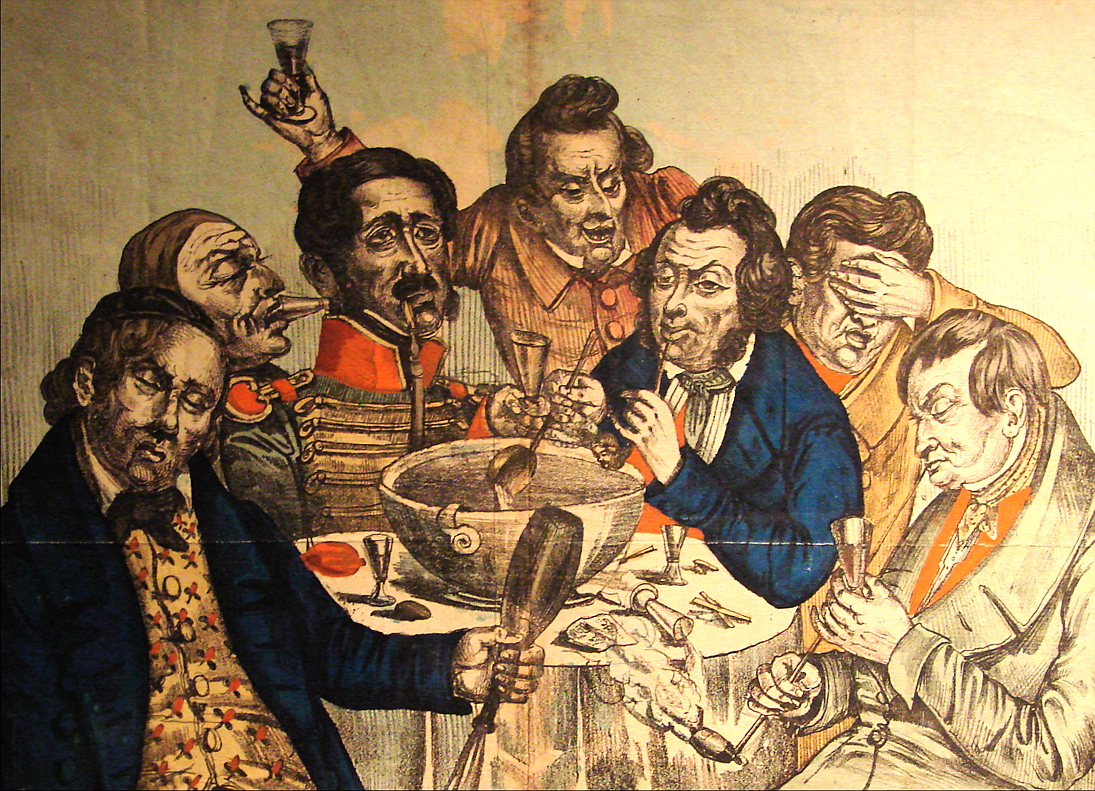
パンチを飲む人々（デンマーク国立美術館）

パンチ（ポンチ）は17世紀以前の西ヨーロッパ、特にイギリス周辺で生まれた飲料である。原型は蒸留酒（アラック）、砂糖、レモン汁、水、紅茶または香辛料の5つの材料からできた、一種のカクテルで、サンスクリットおよびヒンディー語・マラーティー語等で「5種」を意味する「パーンチ」（pāñc पाँच）に由来するとする説が有力である。イギリス東インド会社の船員がインドから製法をイギリスに持ち帰り、そこからパンチがヨーロッパの他の国々に広まり、さまざまな製法で作られるようになった。すでに1600年には「パンチポット」の形で英語文献に現れている。パンチボウルという大きなボウルに入れて供し、柄の長い専用の杓子でパンチグラスに注いで飲まれた。もとは温かくして飲むものであったが、19世紀頃から冷たくして飲まれるようになった。

### 日本
パンチは江戸時代の日本にもオランダ商船等を通じてもたらされ、オランダ語 pons を借りて「ポンス」といった（現代オランダでは廃語）。『楢林雑話』（1799年）に「和蘭の酒をポンスと云、これを製するには、焼酎一杯、水二杯沙糖宜きほどに入、肉豆蔲、香気あるために入」とある。後にポンスは酒だけではなく酸味の果汁を指すようになり、ポン酢の語源となったと言われる。
砂糖・果汁等を混ぜた酒については、明治時代には、英語の punch からの音訳で「ポンチ」「ポンチ酒」等と言った。『日本国語大辞典』に載っているこの語のヴァリアントの初出を年代順にしるせば、「ポンス」（1799年）、「ポンチ」(1887年)、「パンチ」(1969年) となる。
20世紀初頭に日本初のフルーツパーラーとして開業した銀座千疋屋にて、二代目経営者の斎藤義政の発案により、パンチに果物を多く入れ、特注のステムの長いグラスに盛った「フルーツポンチ」が1923年（大正12年）から供されている。「パンチ」ではなく「ポンチ」としたのは、当時流行した風刺絵のポンチ絵を意識してのことと言う。また、1920年代後半の新聞にさまざまな「フルーツ・ポンチ」の製法が紹介されている。
日本コカ・コーラ社がファンタの「フルーツパンチ」（Fruit punch）味を1984年に販売した。